# Prepona deiphile
Prepona deiphile é uma espécie de inseto; uma borboleta neotropical da família Nymphalidae e subfamília Charaxinae, ocorrendo da América do Norte, no México, e América Central até Colômbia, Peru, Bolívia e Brasil, local de coleta de seu tipo nomenclatural, até o sudeste, incluindo São Paulo. Foi classificada por Jean-Baptiste Godart, em 1824; descrita como Nymphalis deiphile na obra Encyclopédie Méthodique. Encontrada poucas vezes no território paulista, está listada como espécie vulnerável no Livro Vermelho da Fauna Brasileira Ameaçada de Extinção, publicado pelo Instituto Chico Mendes de Conservação da Biodiversidade.

## Descrição
Apresenta o padrão superior geral de coloração enegrecida, com manchas azuis e púrpura metálicas, características, em suas asas; além de uma fileira de manchas laranja-amareladas na borda das asas de algumas de suas subespécies (como P. deiphile deiphile, P. deiphile brooksiana, P. deiphile escalantiana e P. deiphile xenagoras). Em vista inferior, apresenta um padrão onde se destacam um a dois ocelos próximos à margem de cada uma de suas asas posteriores. Tufos amarelos, nas costas das asas dos machos, liberam feromônios, através de escamas androconiais, para atrair as borboletas fêmeas.

## Hábitos
Prepona deiphile é ativa apenas em dias ensolarados e quentes, por volta do meio-dia, raras de serem vistas e geralmente vistas em alturas de 5 a 20 metros ou no solo das florestas; frequentemente encontrada se alimentando de exsudações de troncos de árvores ou em de líquidos provenientes de frutos em fermentação, carniça e esterco de mamíferos.

## Subespécies
P. deiphile possui doze subespécies descritas:
- Prepona deiphile deiphile - Descrita por Godart em 1824, de exemplar proveniente do Brasil.
- Prepona deiphile xenagoras - Descrita por Hewitson em 1875, de exemplar proveniente da Bolívia.
- Prepona deiphile neoterpe - Descrita por Honrath em 1884, de exemplar proveniente do Peru (Chanchamayo).
- Prepona deiphile brooksiana - Descrita por Godman & Salvin em 1889, de exemplar proveniente do México (Veracruz).
- Prepona deiphile lygia - Descrita por Fruhstorfer em 1904, de exemplares provenientes da Costa Rica e Panamá.
- Prepona deiphile photidia - Descrita por Fruhstorfer em 1912, de exemplar proveniente da Colômbia.
- Prepona deiphile sphacteria - Descrita por Fruhstorfer em 1916, de exemplar proveniente do Peru.
- Prepona deiphile escalantiana - Descrita por Stoffel & Mast em 1973, de exemplar proveniente do México (Veracruz).
- Prepona deiphile diaziana - Descrita por L. Miller & J. Miller em 1976, de exemplar proveniente do México (Chiapas).
- Prepona deiphile ibarra - Descrita por Beutelspacher em 1982, de exemplar proveniente do México (Guerrero).
- Prepona deiphile lambertoana - Descrita por Llorente, Luis & F. González em 1992, de exemplar proveniente do México (Michoacán).
- Prepona deiphile salvadora - Descrita por Llorente, Luis & F. González em 1992, de exemplar proveniente de El Salvador.